# Ambasada Czarnogóry w Warszawie
Ambasada Czarnogóry w Warszawie (czarnogórski Ambasada Crne Gore u Poljskoj) – czarnogórska placówka dyplomatyczna znajdująca się w Warszawie w kamienicy Ignacego Bernsteina w Alejach Ujazdowskich 41.
Ambasador Czarnogóry w Warszawie akredytowany jest także w Republice Estońskiej i Republice Łotewskiej.

## Historia stosunków dyplomatycznych i siedziby
Do czasu uzyskania przez Czarnogórę niepodległości kontakty utrzymywano w ramach kontaktów Polski z Jugosławią. Stosunki dyplomatyczne z Czarnogórą nawiązano w 2006. Ambasadę otwarto w Warszawie w 2011.

## Ambasadorowie
- 2012–2016 − Ramiz Bašić
- 2016–2018 − Ljiljana Tošković[4][5].